# 33907 Christykrenek
33907 Christykrenek este o planetă minoră (asteroid) din centura de asteroizi. A fost descoperită pe 5 iunie 2000 la Experimental Test Site⁠(d) de Lincoln Near-Earth Asteroid Research. 
Obiectul prezintă o orbită caracterizată de o semiaxă mare de 2,3352838 UAi, o excentricitate de 0,2, o înclinație de 6,13551 ° în raport cu ecliptica.